# Baía de São Marcos
Baía de São Marcos – zatoka Oceanu Atlantyckiego, położona w stanie Maranhão, w północno-wschodniej Brazylii. Ma około 60 mil (97 km) długości i do 10 mil (16 km) szerokości. Zatoka jest w rzeczywistości zalanym ujściem rzeki, częścią estuarium rzeki Mearim. Uchodzą do niej rzeki Grajaú i Itapicuru. Największa wyspa zatoki to Upaon-Açu.